# Calolziocorte
Calolziocorte est une commune italienne de la province de Lecco, dans la région Lombardie.

## Administration
| Période                                  | Période | Identité | Étiquette | Qualité |
| ---------------------------------------- | ------- | -------- | --------- | ------- |
|                                          |         |          |           |         |
| Les données manquantes sont à compléter. |         |          |           |         |

### Hameaux
Rossino, Lorentino, Sopracornola, Pascolo, Foppenico, Sala

### Communes limitrophes
Brivio, Carenno, Erve, Monte Marenzo, Olginate, Torre de' Busi, Vercurago.